# Théodore Jauge
Jean Laurent Théodore Jauge est un banquier d'affaires français né à Bordeaux le 13 octobre 1747 et guillotiné à Paris le 17 juin 1794. Franc-maçon, il appartient à la loge bordelaise La Française dont il fut le député en 1777.

## Biographie
D'une famille bordelaise, et plus précisément de Sainte-Foy, il est le fils de Simon Jauge négociant et armateur à Bordeaux et de Judith Rocaute son épouse.  
Il exerce le métier de banquier s'associant en 1778 avec Jean Louis Cottin, Girardot et d'autres associés.  
Sous la Révolution en 1789, lorsque la disette se fait sentir, il ouvre avec ses deux amis un crédit de 600000 livre à la municipalité de Paris dont 297000 livres de billets, donnés à la garde nationale française, pour l'acquisition de casernes et d'habillement pour la troupe. Sa banque fournit sans intérêt ni commission 10000 livres sterling de traites sur l'Angleterre afin de payer dans l'urgence des farines dont la France avait besoin, et que le gouvernement était dans l'impossibilité de payer.  
Le 1er septembre 1789, il devient également, le 1er aide de camp du Marquis de La Fayette Commandant Général la Garde Nationale Parisienne avec le rang d'aide major général. Le 30 septembre 1791, Il obtiendra avec Cottin, Girardot et ses associés la satisfaction de l'Assemblée Nationale et la reconnaissance publique de tous les concitoyens pour son dévouement civique pendant les événements de 1789 (Tiré de la "Gazette Nationale ou Moniteur Universel." du mardi 11 octobre 1791 - Troisième année de la Liberté.).  
Il continua son activité de banquier en étant associé dans les transferts de fonds suisse avec Jean-Frédéric Perregaux. En juillet 1792, il quitta Paris pour Rouen afin d'aider la ville par l'envoi de subsistances. En dépit de ses actes civiques et de son patriotisme, il est arrêté une première fois le 7 septembre 1793 puis libéré. Il est de nouveau incarcéré, le 9 nivôse an II (29 décembre 1793) et englobé dans la conjuration du baron Batz et la tentative d'assassinat contre Collot d'Herbois. 
Il sera exécuté sur la place de la Nation à Paris en même temps qu'Henri Admirat et 52 autres personnes.  
Cottin, le jeune banquier époux de Sophie, craignant une arrestation, préféra se suicider. 
Le 28 juin 1781, il avait épousé Jeanne Marguerite Cottin la sœur de son associé.